# Teofil Wojciechowski
Teofil Wojciechowski (ur. 28 lutego 1938 w Rososzycy) – polski historyk, członek Kolegium IPN, samorządowiec.

## Życiorys
Ukończył w 1970 studia na Akademii Teologii Katolickiej w Warszawie. W 1975 na tej samej uczelni obronił doktorat, a 2005 habilitował się na UKSW.
Od 1972 do 1977 był asystentem i następnie adiunktem na ATK. Potem do 1990 pracował, początkowo jako kustosz, w Muzeum Żup Krakowskich Wieliczka. Od 1990 do 1998 sprawował urząd burmistrza oraz radnego Bochni. Następne cztery lata z ramienia Akcji Wyborczej Solidarność zasiadał w radzie powiatu bocheńskiego.
W 1999 z rekomendacji AWS został powołany w skład Kolegium Instytutu Pamięci Narodowej. W 2007 Senat wybrał go na drugą kadencję, był kandydatem senatorów Prawa i Sprawiedliwości.
17 sierpnia 2011 prezydent Bronisław Komorowski odznaczył go Krzyżem Kawalerskim Orderu Odrodzenia Polski.